# Oresjene (distrikt i Bulgarien, Lovetj)
Oresjene (bulgariska: Орешене) är ett distrikt i Bulgarien.   Det ligger i kommunen Obsjtina Jablanitsa och regionen Lovetj, i den centrala delen av landet, 80 km nordost om huvudstaden Sofia.
Trakten runt Oresjene består till största delen av jordbruksmark. Runt Oresjene är det ganska glesbefolkat, med 34 invånare per kvadratkilometer.